# Сенное (Северо-Казахстанская область)
Сенное (каз. Сенное) — упразднённое село в Аккайынском районе Северо-Казахстанской области Казахстана. Входило входит в состав Власовского сельского округа. Исключено из учётных данных в 2024 году.
Код КАТО — 595837300.

## Население
В 1999 году численность населения села составляла 186 человек (93 мужчины и 93 женщины). По данным переписи 2009 года, в селе проживало 16 человек (11 мужчин и 5 женщин).

## История
Село Сенное предположительно образовано в 1905 году. Изначально село называлось «Дуана».
В 1929-30 годы был организован колхоз «Колос».